# Селишче (община Толмин)
Вижте пояснителната страница за други значения на Селишче.
Селишче (на словенски: Selišče) е село в Словения, регион Горишка, община Толмин. Според Националната статистическа служба на Република Словения през 2015 г. селото има 20 жители.